# Associação dos Juízes Federais do Brasil

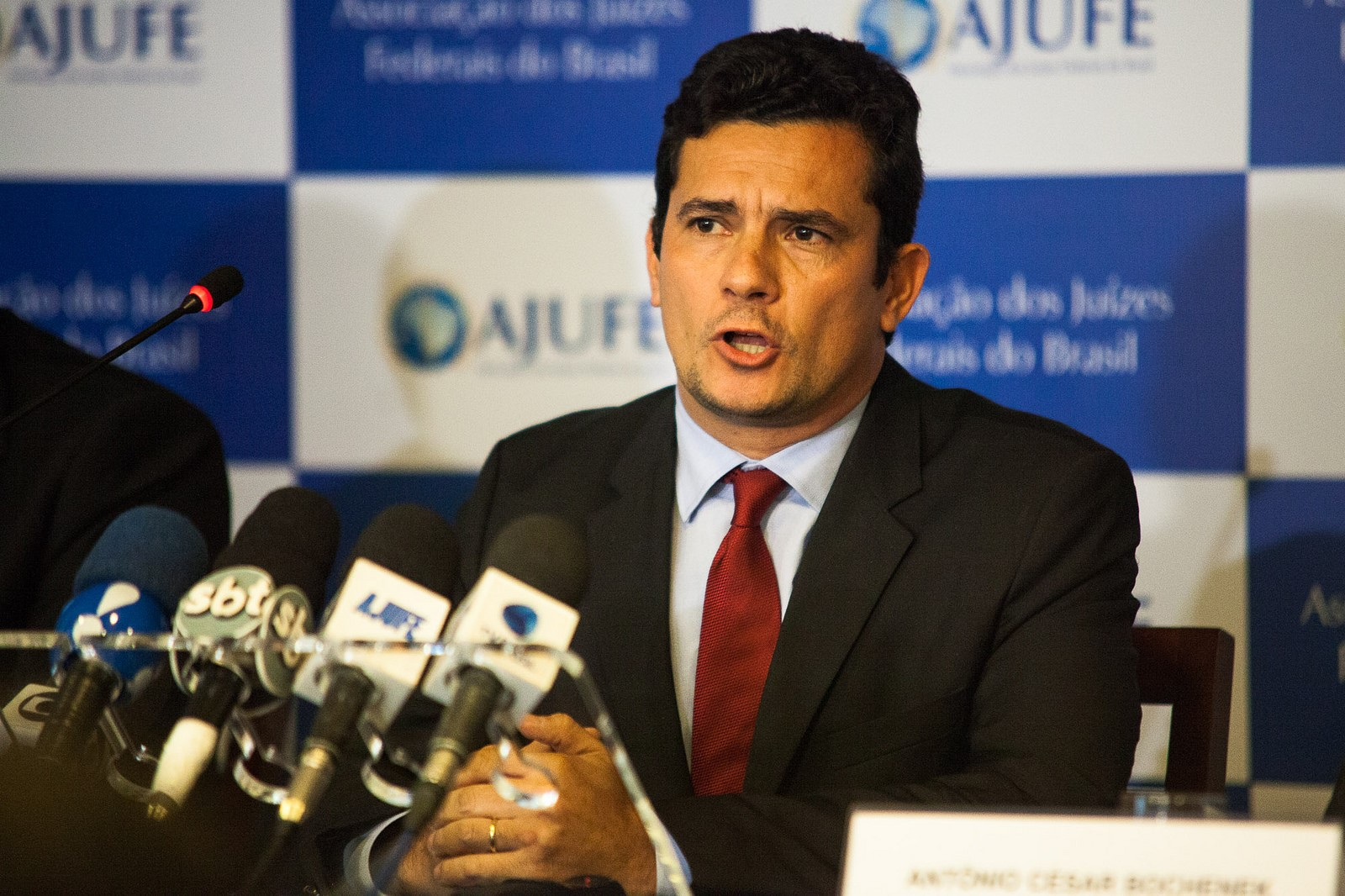
Sergio Moro na AJUFE

A Associação dos Juízes Federais do Brasil (AJUFE) é uma associação brasileira, atualmente presidida pelo Juiz Federal Eduardo André Brandão de Brito Fernandes.
Foi fundada em 20 de setembro de 1972, no Ceará para "congregar os juízes federais para realizar uma efetiva troca de experiência e ideias", conforme sugeriu o juiz federal Jesus Costa Lima. A Ajufe foi criada para defender os interesses dos magistrados e discutir os problemas da Justiça brasileira, encampando também a luta em defesa dos direitos humanos, da democracia brasileira e da qualidade do serviço judiciário no país.
Segundo seu estatuto, são objetivos da AJUFE, dentre outros, "pugnar pelo fortalecimento do Poder Judiciário, do Estado Democrático de Direito e pela plena observância dos direitos humanos" e "promover reuniões e simpósios para o estudo e debate de questões institucionais e de interesse funcional dos magistrados".
A Ajufe reúne mais de 1.500 associados, entre os quais os ministros do Supremo Tribunal Federal (STF), do Superior Tribunal de Justiça (STJ) e desembargadores de vários tribunais regionais. Os dirigentes da associação estiveram no Congresso Nacional por ocasião da discussão e votação da Reforma do Judiciário. A  Ajufe vai assinar convênio com a Organização das Nações Unidas (ONU) para facilitar a integração dos Judiciários dos países que integram o Mercosul.

## Eventos da AJUFE
Dentre as realizações da AJUFE destaca-se a organização de diversos eventos já tradicionais no meio jurídico brasileiro, que são os seguintes: Expedição da Cidadania, FONAJEF, FONACRIM, FONEF, FONACOM, FONACRE, FONADIRH e FONAGE, que contempla anualmente diversas pessoas com o Prêmio Boas Práticas da AJUFE.

### FONAGE
O Fórum Nacional de Administração e Gestão Estratégica, ou simplesmente FONAGE, é um dos eventos realizados pela AJUFE e ocorre anualmente desde o ano de 2016, reunindo diversos integrantes da comunidade jurídica nacional para discussão e direcionamento da gestão da Justiça Federal brasileira.
Neste evento é concedido o Prêmio Boas Práticas da AJUFE, que tem o objetivo de identificar, valorizar e disseminar as experiências exitosas realizadas na Justiça Federal, além de estimular uma gestão participativa e eficiente do Judiciário por meio da difusão de tais medidas.
Dentre aqueles que já receberam o Prêmio Boas Práticas destaca-se a "Força-Tarefa Lava Jato", que premiada na categoria "Boas Práticas para a Eficiência da Justiça Federal" no ano de 2016.
As edições já realizadas do FONAGE são as seguintes:
- I FONAGE: realizado em Curitiba, em junho de 2016.
- II FONAGE: realizado em São Paulo, em junho de 2017.
- III FONAGE: realizado em Natal, em junho de 2018, com o tema "Novo design organizacional do Poder Judiciário: o futuro é agora!".
- IV FONAGE: realizado em Vitória, em junho de 2019, com o tema "O ser humano no centro: A Agenda 2030 no Poder Judiciário".
- V FONAGE: previsto para ser realizado em fevereiro de 2021, em Belo Horizonte.